# SebastiAn
Sebastian Akchoté, känd under sitt artistnamn SebastiAn, född 1981 i Boulogne-Billancourt, Île-de-France, Frankrike är en fransk-serbisk electromusiker.
SebastiAn slog igenom 2005 med Smoking Kills och H.A.L., som släpptes på Ed Banger Records. En serie remixer följde, bland annat för Daft Punk och Uffie.